# I Августова Киренаикская когорта
I Августова Киренаикская когорта (лат. Cohors I Augusta Cyrenaica) — вспомогательное подразделение армии Древнего Рима, относящаяся к типу Cohors quingenaria equitata.
По одной из версий, данное подразделение было сформировано в эпоху правления императора Октавиана Августа из жителей провинции Киренаика. Первое упоминание когорты содержится в военном дипломе, датированном 99 годом. На тот момент времени она дислоцировалась в провинции Галатия. Согласно данным диплома от 101 года, когорта все ещё находилась в этой провинции.
Последнее упоминание подразделения в провинции Галатия содержится в надписи, которая датирована периодом между 211 и 217 годом. Известно, что в течение определённого промежутка времени когорта находилась в городе Анкира.